# Viamont

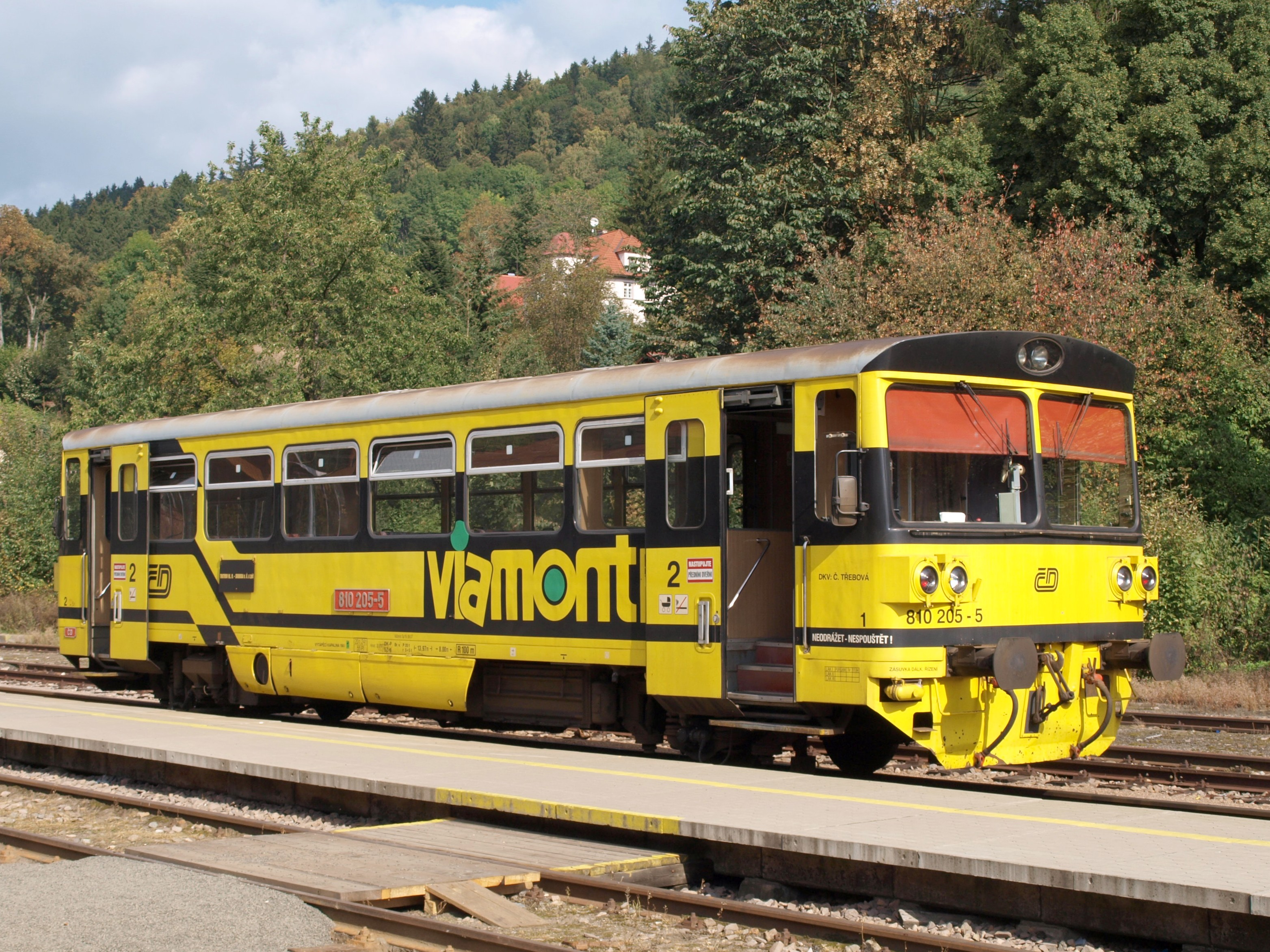
Viamont-rijtuig in Svoboda nad Úpou

Viamont a.s. (N.V.) is een spoorwegonderneming uit Tsjechië. Het bedrijf is actief in het goederenvervoer en beheert daarnaast een tweetal passagierslijnen. Viamont vervoert jaarlijks ongeveer 1,1 miljoen personen, waarvan zo'n 100.000 op de grensoverschrijdende lijn naar Duitsland.
Sinds 1997 exploiteert Viamont spoorlijn 045 tussen Trutnov en Svoboda nad Úpou, beide gelegen in de regio Hradec Králové. Een jaar later begon het bedrijf met spoorlijn 145 tussen Sokolov en Kraslice in de regio Karlsbad. Sinds 2000 beheert Viamont in samenwerking met de Duitse Vogtlandbahn de grensoverschrijdende spoorlijn tussen Kraslice en Klingenthal.